# Révolte de Sidi Lazreg Belhadj
Conquête de l'Algérie par la France
Batailles
- Bataille de Rahouia
- Bataille de Zemmora
- Bataile de Ammi Moussa
- Bataille de Relizane

La Révolte de Sidi Lazreg Belhadj, également connue sous le nom de l’insurrection de Sidi Lazreg Belhadj ou encore l’insurrection des Flittas, compte parmi les soulèvements les plus célèbres de l'ouest algérien contre les forces militaires françaises. Elle éclata le 11 mars 1864sous la direction de Sidi Lazreg Belhadj, chef désigné de la tribu des Flittas.
Le mouvement prit naissance dans la région de Rahouia avant de s’étendre aux zones avoisinantes, notamment celle des Beni Ouragh. Ce soulèvement coïncida avec la révolte des Ouled Sidi Cheikh et sema l’effroi au sein de l’armée française, qui mobilisa tous les moyens possibles pour l’écraser.

## Contexte historique

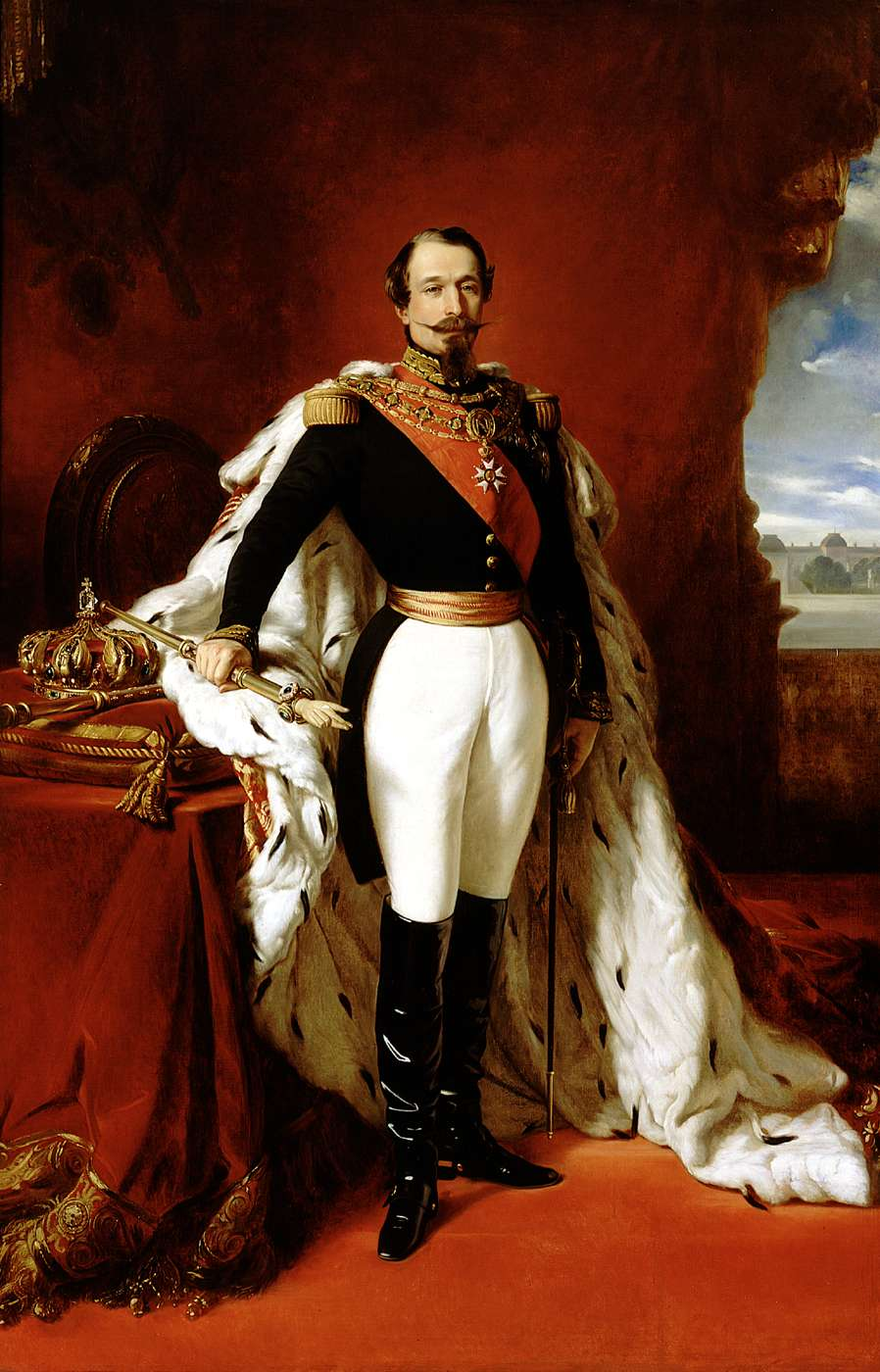
Napoleon III.

### La résistance populaire
Après la chute de l'État de l'émir Abdelkader en 1848, l'Algérie entra dans une période de résistance populaire contre l'occupation française. Cette période fut marquée par la révolte de Zaatcha et la répression brutale de 1849. Cependant, immédiatement après, une révolte éclata en Kabylie, menée par Lalla Fatma N'Soumer, qui vainquit les Français lors de nombreuses batailles. Cependant, les Français la trahirent et la capturèrent en 1857.

### Second Empire
Au même moment, la France assistait à la naissance de la Seconde République, qui s'effondra rapidement en 1852 et fut remplacée par le Second Empire sous Napoléon III.

### Sénatus-consultes
Avant la promulgation de sénatus-consultes, de nombreux centres d’installation ont été créés, tels Relizane, Yellel, Ammi Moussa, Bouguirat et Zemmora, ce qui suscita mécontentement et ressentiment au sein de les indigènes.
Cependant, Napoléon promulgua d'autres lois, comme le sénatus-consulte de 1863 qui imposa le redécoupage des terres appartenant aux tribus locales. Cette mesure fut largement rejetée par les indigènes et déclencha une violente révolte.

## Déroulement

### Période de Sidi Lazreg

#### La bataille de Rahouia
En avril 1864, le colonel Lapasset quitta Relizane pour Zemmora avec 800 soldats pour contrôler la région face aux menaces de la tribu des Flittas. Il partit ensuite pour Tiaret avec une petite colonne de soldats. Cependant, à son retour à Relizane, les forces de Sidi Lazreg l'affrontèrent dans la région de Rahouia le 14 mai, ce qui poussa le colonel à retourner rapidement à Relizane pour secourir son bataillon. Cela permit à Sidi Lazreg Belhadj de prendre l'initiative d'attaquer le fort de Rahouia, ce qu'il fit le 21 mai. Il le détruisit et tua les hommes retranchés malgré l'aide du colonel Lapasset.

#### Siège d'Ammi Moussa
La tribu des Beni Ouaragh, ainsi que celle des Flittas, participa à l'attaque de la caserne d'Ammi Moussa, où 174 soldats s'étaient réfugiés. Après avoir été encerclés, l'attaque débuta le 26 mai et les fondations de la caserne furent minées. Cependant, l'arrivée de fournitures militaires de Tiaret et de Relizane le 29 mai empêcha l'opération. Le 30 mai, Lapasset décida de quitter Relizane pour Oued Rhiou, accompagné de cinq corps, trois compagnies et trois pièces d'artillerie, afin d'affronter la résistance qui approchait à l'ouest de la caserne. Le 4 juin, il progressa vers le poste de Sidi Lazreg Belhadj à Ouled Aiche et ratissa la zone pendant dix jours.

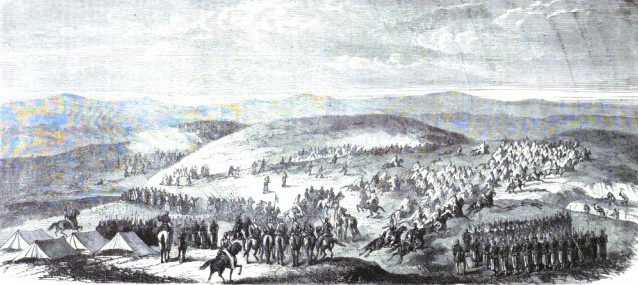
La bataille de Dar Ben Abdellah le 5 juin 1864.

#### Avancée vers Relizane
Sidi Lazreg Belhadj, accompagné de 300 cavaliers, décide d'attaquer la ville de Relizane en raison de son importance stratégique, et le 1er juin, il détruit tout ce qui l'entoure. Ce qui a contraint ses habitants à fuir vers Mostaganem. Face à la situation dangereuse, le colonel Lapasset demanda l'aide du général Rose, arrivé de Mostaganem pour briser le siège de la ville. Il réussit sa mission le 4 juin, poursuivant les forces de Flittas jusqu'à Dar Ben Abdellah, où Sidi Lazreg Belhadj fut tué  par deux obus d'artillerie le 5 juin. Dans cette situation difficile, Si Abdel Aziz, le commandant adjoint, prit la succession du chef et lança de nombreuses attaques contre les français.

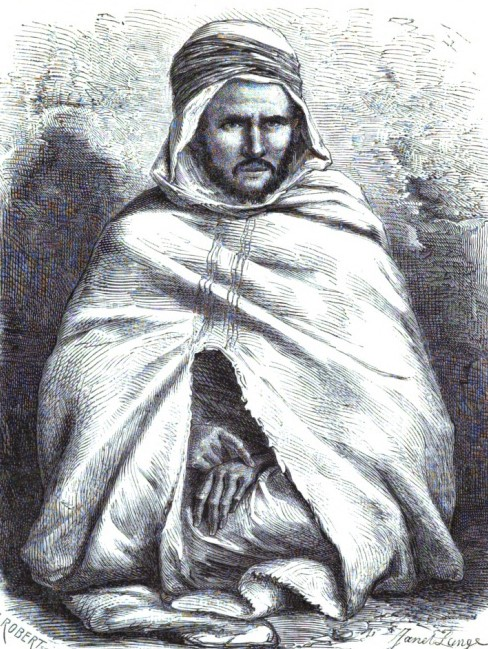
Sidi Abdel Aziz.

### Période Si Abdel Aziz

#### Attaque contre Meknassa
Le 12 juin, les forces de Lapasset et du général Liébert commirent de nombreuses exactions, incendiant la région de Kraniche, détruisant six villages, tuant 68 civils et capturant 300 personnes. À la suite de cette opération, les Français se retirèrent de la zone le 20 juin.

#### Attaque contre Oued Kheloug
Le 26 juin, les bataillons de Lapasset et Liébert avancèrent vers la vallée de Kheloug. L'un d'eux, commandé par le major Serraz, s'efforça d'empêcher les habitants de Dar Ben Abdallah de s'approvisionner en eau. Cependant, les rebelles attaquèrent le bataillon de Liébert le 27 juin, et de nombreux affrontements eurent lieu à Dar Ben Abdallah. Malgré la mort de nombreux soldats de Sidi Abdelaziz, ils poursuivirent le combat.

#### L'arrestation de Sidi Abdel Aziz
Après des combats très féroces et violents, Sidi Abdelaziz fut capturé le 9 juillet, mais le colonel Trumelet a déclaré que la capture avait eu lieu le 15 juillet. Peu de temps après, les forces françaises réussirent finalement à réprimer la révolte le 27 juillet 1864.

## Conséquences

### Exil en Corse
La révolte de Sidi Lazreg Belhadj eut un impact négatif sur la population, car ses forces furent défaites par les forces militaires françaises, notamment celles du général Rose, venu de Mostaganem. De nombreux résistants furent exilés en Corse, comme leur chef, Sidi Abdelaziz.

### Incendies à Relizane

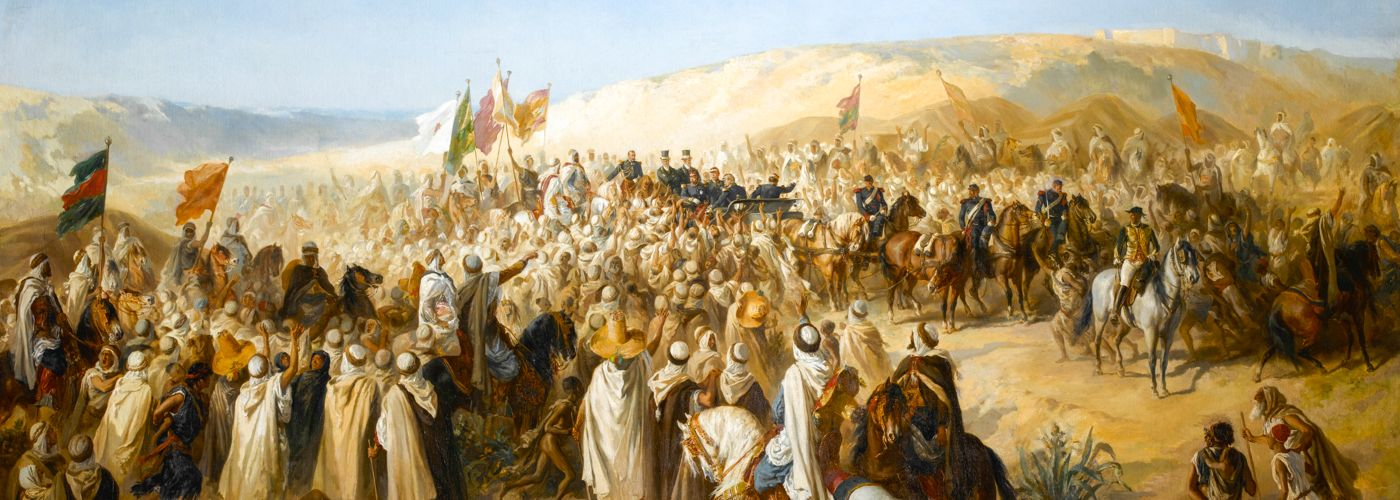
L'Empereur Napoléon III à Relizane.

Après l'arrestation de Sidi Abdelaziz et de ses partisans et leur exil en Corse, les habitants de la région de Relizane ont eu recours aux incendies. Le 25 août, un incendie massif s'est déclaré dans la ville de Relizane, consumant 150 quintaux de fourrage. Un autre incendie s'est déclaré dans le village Nègres et s'est propagé à la forêt de Zemora. Le 27 août, un autre incendie s'est déclaré à Ouled Deflatne, faisant rage pendant trois jours.

### Visite l'empereur à Relizane
Près d'un an plus tard, le 21 mai 1865,  Napoléon III visita l'Algérie pour inspecter ses villes. Il visita Mostaganem, puis se rendit à Relizane. À son arrivée, il fut impressionné par la fertilité des terres. Cependant, il fut surpris par un siège lancé par la tribu des Flittas, qui dénonçait l'exil de leurs parents en Corse. Entre-temps, l'Empereur décrétait une amnistie générale pour les exilés et quittait la ville immédiatement.

## Hommages
- Un mémorial érigé à la mémoire des sept soldats français tués les 5 et 11 juin lors des batailles de Dar Ben Abdallah[15].

## Unités françaises engagées
- 1er bataillon des tirailleurs arrivés en 3 juin 1864

## Référencement